# Cametours
Cametours település Franciaországban, Manche megyében. Lakosainak száma 435 fő (2022. január 1.). Cametours Le Lorey, Carantilly, Cerisy-la-Salle, Marigny-le-Lozon, Montpinchon és Savigny községekkel határos.

## Népesség
A település népességének változása:
| Lakosok száma | 464  | 366  | 330  | 405  | 434  | 431  | 423  | 419  | 425  | 435  |
|               | 1968 | 1982 | 1990 | 2006 | 2013 | 2015 | 2017 | 2019 | 2020 | 2022 |